# Daniel Fernandes
Daniel Márcio Fernandes, cunoscut ca Daniel Fernandes (n. 25 septembrie 1983, Edmonton, Canada) este un fotbalist aflat sub contract cu CFR Cluj.